# Collegio di Romsey and Southampton North
Romsey and Southampton North è un collegio elettorale inglese situato nell'Hampshire rappresentato alla Camera dei comuni del parlamento del Regno Unito. Elegge un membro del parlamento con il sistema maggioritario a turno unico; l'attuale parlamentare è Caroline Nokes, eletta con il Partito Conservatore nel 2010.

## Estensione

Romsey and Southampton North dal 2010 al 2024

Dal 2010 al 2024 Romsey and Southampton North è stato costituito dai seguenti ward elettorali:
- Bassett e Swaythling nella Città di Southampton;
- Abbey, Ampfield and Braishfield, Blackwater, Broughton and Stockbridge, Chilworth, Nursling and Rownhams, Cupernham, Dun Valley, Harewood, Kings Somborne and Michelmersh, North Baddesley, Over Wallop, Romsey Extra, Tadburn, Valley Park nel borgo di Test Valley.[1]

Dal 2024 è costituito dai seguenti ward:
- Bassett e Swaythling nella Città di Southampton;
- Ampfield and Braishfield; Anna; Bellinger; Blackwater; Charlton and the Pentons; Chilworth, Nursling and Rownhams; Harewood; Mid Test; North Baddesley; Romsey Abbey; Romsey Cupernham e Romsey Tadburn nel borgo di Test Valley.

L'area comprende Stockbridge, che fu un collegio dei borghi putridi fino alla sua abolizione con il Reform Act 1832.

## Membri del parlamento
| Elezione | Elezione | Deputato       | Partito      |
| -------- | -------- | -------------- | ------------ |
|          | 2010     | Caroline Nokes | Conservatore |
|          | Set 2019 | Caroline Nokes | Indipendente |
|          | Ott 2019 | Caroline Nokes | Conservatore |

## Elezioni

### Elezioni negli anni 2020
| Partito                    | Partito                                   | Candidato                  | Risultati 4 luglio 2024 | Risultati 4 luglio 2024 |
| Partito                    | Partito                                   | Candidato                  | Voti                    | %                       |
| -------------------------- | ----------------------------------------- | -------------------------- | ----------------------- | ----------------------- |
|                            | Conservatore                              | Caroline Nokes             | 19 893                  | 39,76                   |
|                            | Lib Dem                                   | Geoff Cooper               | 17 702                  | 35,38                   |
|                            | Reform UK                                 | Paul Barrett               | 5 716                   | 11,43                   |
|                            | Laburista                                 | Christie Lambert           | 4 640                   | 9,27                    |
|                            | Verde                                     | Connor Shaw                | 1 893                   | 3,78                    |
|                            | Indipendente                              | Fennie Yap                 | 183                     | 0,37                    |
|                            |                                           |                            |                         |                         |
| Iscritti                   | Iscritti                                  | Iscritti                   | 71 871                  | 100,00                  |
| ↳ Votanti (% su iscritti)  | ↳ Votanti (% su iscritti)                 | ↳ Votanti (% su iscritti)  | 50 027                  | 69,61                   |
| ↳ Astenuti (% su iscritti) | ↳ Astenuti (% su iscritti)                | ↳ Astenuti (% su iscritti) | 21 844                  | 30,39                   |
|                            |                                           |                            |                         |                         |
|                            | Esito: collegio confermato a Conservatore |                            |                         |                         |

### Elezioni negli anni 2010
| Partito                    | Partito                                   | Candidato                  | Risultati 12 dicembre 2019 | Risultati 12 dicembre 2019 |
| Partito                    | Partito                                   | Candidato                  | Voti                       | %                          |
| -------------------------- | ----------------------------------------- | -------------------------- | -------------------------- | -------------------------- |
|                            | Conservatore                              | Caroline Nokes             | 27 862                     | 54,22                      |
|                            | Lib Dem                                   | Craig Fletcher             | 16 990                     | 33,06                      |
|                            | Laburista                                 | Claire Ransom              | 5 898                      | 11,48                      |
|                            | UKIP                                      | Geoff Bentley              | 640                        | 1,25                       |
|                            |                                           |                            |                            |                            |
| Iscritti                   | Iscritti                                  | Iscritti                   | 68 228                     | 100,00                     |
| ↳ Votanti (% su iscritti)  | ↳ Votanti (% su iscritti)                 | ↳ Votanti (% su iscritti)  | 51 390                     | 75,32                      |
| ↳ Astenuti (% su iscritti) | ↳ Astenuti (% su iscritti)                | ↳ Astenuti (% su iscritti) | 16 838                     | 24,68                      |
|                            |                                           |                            |                            |                            |
|                            | Esito: collegio confermato a Conservatore |                            |                            |                            |

| Partito                    | Partito                                   | Candidato                  | Risultati 8 giugno 2017 | Risultati 8 giugno 2017 |
| Partito                    | Partito                                   | Candidato                  | Voti                    | %                       |
| -------------------------- | ----------------------------------------- | -------------------------- | ----------------------- | ----------------------- |
|                            | Conservatore                              | Caroline Nokes             | 28 668                  | 57,14                   |
|                            | Lib Dem                                   | Catherine Royce            | 10 662                  | 21,25                   |
|                            | Laburista                                 | Darren Paffey              | 9 614                   | 19,16                   |
|                            | Verdi                                     | Ian Callaghan              | 953                     | 1,90                    |
|                            | JAC                                       | Don Jerrard                | 271                     | 0,54                    |
|                            |                                           |                            |                         |                         |
| Iscritti                   | Iscritti                                  | Iscritti                   | 67 159                  | 100,00                  |
| ↳ Votanti (% su iscritti)  | ↳ Votanti (% su iscritti)                 | ↳ Votanti (% su iscritti)  | 50 168                  | 74,70                   |
| ↳ Astenuti (% su iscritti) | ↳ Astenuti (% su iscritti)                | ↳ Astenuti (% su iscritti) | 16 991                  | 25,30                   |
|                            |                                           |                            |                         |                         |
|                            | Esito: collegio confermato a Conservatore |                            |                         |                         |

| Partito                    | Partito                                   | Candidato                  | Risultati 7 maggio 2015 | Risultati 7 maggio 2015 |
| Partito                    | Partito                                   | Candidato                  | Voti                    | %                       |
| -------------------------- | ----------------------------------------- | -------------------------- | ----------------------- | ----------------------- |
|                            | Conservatore                              | Caroline Nokes             | 26 285                  | 54,38                   |
|                            | Lib Dem                                   | Ben Nicholls               | 8 573                   | 17,74                   |
|                            | Laburista                                 | Darren Paffey              | 5 749                   | 11,89                   |
|                            | UKIP                                      | Sandra James               | 5 511                   | 11,40                   |
|                            | Verdi                                     | Ian Callaghan              | 2 218                   | 4,59                    |
|                            |                                           |                            |                         |                         |
| Iscritti                   | Iscritti                                  | Iscritti                   | 66 432                  | 100,00                  |
| ↳ Votanti (% su iscritti)  | ↳ Votanti (% su iscritti)                 | ↳ Votanti (% su iscritti)  | 48 336                  | 72,76                   |
| ↳ Astenuti (% su iscritti) | ↳ Astenuti (% su iscritti)                | ↳ Astenuti (% su iscritti) | 18 096                  | 27,24                   |
|                            |                                           |                            |                         |                         |
|                            | Esito: collegio confermato a Conservatore |                            |                         |                         |

| Partito                    | Partito                                         | Candidato                  | Risultati 6 maggio 2010 | Risultati 6 maggio 2010 |
| Partito                    | Partito                                         | Candidato                  | Voti                    | %                       |
| -------------------------- | ----------------------------------------------- | -------------------------- | ----------------------- | ----------------------- |
|                            | Conservatore                                    | Caroline Nokes             | 24 345                  | 49,75                   |
|                            | Lib Dem                                         | Sandra Gidley              | 20 189                  | 41,25                   |
|                            | Laburista                                       | Aktar Beg                  | 3 116                   | 6,37                    |
|                            | UKIP                                            | John Meropoulos            | 1 289                   | 2,63                    |
|                            |                                                 |                            |                         |                         |
| Iscritti                   | Iscritti                                        | Iscritti                   | 67 409                  | 100,00                  |
| ↳ Votanti (% su iscritti)  | ↳ Votanti (% su iscritti)                       | ↳ Votanti (% su iscritti)  | 48 939                  | 72,60                   |
| ↳ Astenuti (% su iscritti) | ↳ Astenuti (% su iscritti)                      | ↳ Astenuti (% su iscritti) | 18 470                  | 27,40                   |
|                            |                                                 |                            |                         |                         |
|                            | Esito: collegio a Conservatore (nuovo collegio) |                            |                         |                         |

## Risultati dei referendum

### Referendum sulla permanenza del Regno Unito nell'Unione europea del 2016
|             | Collegio                     | Lasciare UE % | Rimanere in UE % |
| ----------- | ---------------------------- | ------------- | ---------------- |
|             | Romsey and Southampton North | 45,8%         | 54,2%            |
|             | Inghilterra                  | 53,3%         | 46,7%            |
| Regno Unito | 51,9%                        | 48,1%         |                  |